# Sea (アルバム)
『Sea』（シー）は、北原愛子の3rdアルバム。

## 解説
- 最後にあるタイトル曲の「Sea」はDIMENSIONの増崎孝司が編曲・ギターのみならず、初めてパーカッションを使用した作品。

## 収録曲
全作詞：北原愛子
1. TANGO
  - 作曲：徳永暁人／編曲：MissTy
2. もしも生まれ変わったら もう一度 愛してくれますか?
  - 作曲：中嶋康孝／編曲：スピカ
3. もう一度 君に恋している
  - 作曲：春畑道哉／編曲：長幸一
4. 千年の命よりも今日この日の幸せを
  - 作曲：金子奈未／編曲：corin.
5. Season
  - 作曲・編曲：小澤正澄
6. ダイジョウブ
  - 作曲・編曲：小澤正澄

「もう一度 君に恋している」のカップリング曲。
7. 明日はきっと晴れるや
  - 作曲：高田浩一／編曲：立山秋航
8. Dream☆ing
  - 作曲：徳永暁人／編曲：林良
9. エピローグ
  - 作曲・編曲：後藤康二
10. テ・ケロ テ・アモ 〜夏の夏の恋〜
  - 作曲・編曲：大賀好修
11. また会おうね
  - 作曲：間島和伸／編曲：小澤正澄

「テ・ケロ テ・アモ 〜夏の夏の恋〜」のカップリング曲。
12. Sea
  - 作曲：宮崎直久／編曲：増崎孝司

## タイアップ
- テレビ東京系アニメ「格闘美神 武龍」エンディングテーマ(#1)
- チバテレビ「MU-GEN〜Music Generations〜」2006年1月度オープニングテーマ(#1)5月度オープニングテーマ(#2)
- テレビ朝日系アニメ「内閣権力犯罪強制取締官 財前丈太郎」エンディングテーマ(#3)
- 大阪・梅田「EST」テーマソング(#8)
- 日本テレビ系「(秘)ひらめ筋」エンディングテーマ(#10)